# 韩忠朝
韩忠朝（1953年1月—），汉族，江西上饶人，中华人民共和国政治人物、第十一届全国政协委员。
加入九三学社，担任十一届全国政协常务委员、九三学社中央常委、天津市侨联副主席。2008年，当选第十一届全国政协常务委员，代表九三学社，分入第十二组。